# (612901) 2004 XP14
(612901) 2004 XP14 ist ein Asteroid, der am 10. Dezember 2004 vom Himmelsüberwachungsprogramm LINEAR entdeckt wurde. Da er die Erdbahn in geringem Abstand kreuzt, wird er als erdnahes Objekt eingestuft.
Am 3. Juli 2006 passierte er die Erde in knapp 433.000 Kilometern Entfernung, was etwas mehr als dem Abstand Erde–Mond entspricht. Den geringsten Abstand zur Erde erreichte (612901) 2004 XP14 für Beobachter in Europa allerdings am Taghimmel. Der Asteroid hatte dabei eine Geschwindigkeit von etwa 63.000 Kilometern pro Stunde.